# La volontà occulta
La volontà occulta (The Garden Murder Case) è un film del 1936 diretto da Edwin L. Marin. Tratto da The Garden Murder Case: A Philo Vance Story, pubblicato nel 1935, uno dei romanzi di S.S. Van Dine che hanno come protagonista il personaggio di Philo Vance, fa parte di una serie di film che Hollywood mise in cantiere dal 1929 al 1947 dedicati all'investigatore dandy.

## Produzione
Le riprese del film, prodotto da Lucien Hubbard e Ned Marin per la Metro-Goldwyn-Mayer (MGM) (controlled by Loew's Incorporated), durarono dal 14 dicembre 1935 al 3 gennaio 1936, con le scene all'ippodromo girate a Santa Anita.
Secondo diversi articoli apparsi su Hollywood Reporter, per i personaggi principali si pensò inizialmente a Brian Aherne e Rosalind Russell. Per Rosalind Ivan, una nota attrice teatrale londinese, questo film segna il debutto sullo schermo anche se il suo nome appare già nel 1916 nel cast di Arms and the Woman.
È il terzo film della scozzese Frieda Inescort (o Inescourt) che chiuse la sua carriera nel 1961 come attrice televisiva.

## Distribuzione
Il copyright del film, richiesto dalla Metro-Goldwyn-Mayer Corp., fu registrato il 14 febbraio 1936 con il numero LP6216. Distribuito dalla MGM, uscì nelle sale cinematografiche statunitensi il 21 febbraio 1936.